# Prasinocyma bamenda
Prasinocyma bamenda là một loài bướm đêm trong họ Geometridae.